# Gheorghe Ionescu (politician)
Gheorghe C. Ionescu (n. 19 ianuarie 1937) este un fost senator român în legislatura 1992-1996, ales în județul Dolj pe listele partidului FDSN. Gheorghe Ionescu a fost ales deputat pe listele PDSR în legislatura 1996-2000 și a fost membru în grupurile parlamentare de prietenie cu Republica Cehă și Statele Unite Mexicane. 